# Mikel Pradera
Mikel Pradera (Mallavia, 6 de Março de 1975) é um ciclista espanhol.
Ciclista da equipa de Ciclismo do Sport Lisboa e Benfica. Característica Rolador.